# Saint-Étienne-de-Villeréal
Saint-Étienne-de-Villeréal – miejscowość i gmina we Francji, w regionie Nowa Akwitania, w departamencie Lot i Garonna.
Według danych na rok 1990 gminę zamieszkiwały 233 osoby, a gęstość zaludnienia wynosiła 16 osób/km² (wśród 2290 gmin Akwitanii Saint-Étienne-de-Villeréal plasuje się na 944. miejscu pod względem liczby ludności, natomiast pod względem powierzchni na miejscu 783.).